# Pattern Recognition
Pattern Recognition este un roman științifico-fantastic scris de William Gibson, prima oară publicat la 3 februarie 2003. Acțiunea are loc în august-septembrie 2002, în Londra, Tokyo și Moscova, personajul principal fiind Cayce Pollard, un consultant de marketing de 32 de ani. Povestea se țese în jurul unor secvențe de film postate anonim în diverse locuri de pe Internet. Personajele fac speculații despre identitatea producătorului filmului, motivele și metodele sale, discutând pe mai multe website-uri, anticipând fenomenul Lonelygirl15 din 2006.